# Chiesa del Sacro Cuore di Gesù (Roma)
La chiesa del Sacro Cuore di Gesù è un luogo di culto cattolico di Roma, situato nel rione Sallustiano, in via Piave.

## Storia e descrizione

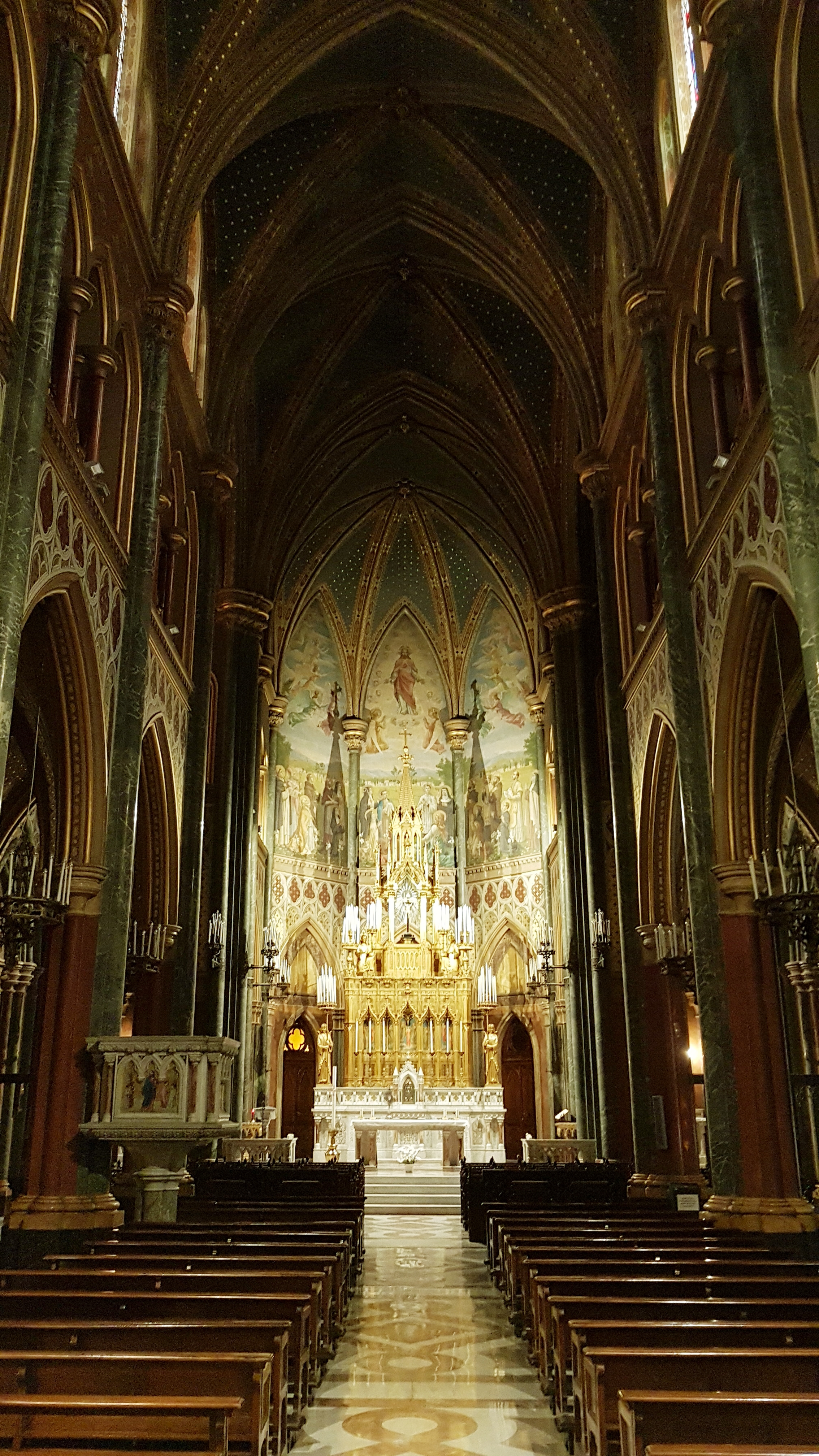
L'interno

La chiesa è di recente costruzione, edificata nel 1914-1916 su progetto di Aristide Leonori; il prospetto dà su via Piave, ma nel progetto originario essa doveva affacciarsi su via XX Settembre. È separata dalla strada da una cancellata in ferro battuto. La facciata è preceduta da un avancorpo centrale, alla base del quale vi è l'accesso principale all'edificio costituito da un loggiato a cinque arcate al quale si accede tramite due rampe laterali.
L'interno si presenta a tre navate divise da colonne che sostengono a loro volta un matroneo. La volta è a ogiva. Sopra il matroneo si aprono delle finestre decorate con vetri provenienti da Monaco di Baviera raffiguranti diversi santi, i cui nomi corrispondono al nome dei familiari dell'architetto Leonori. Le vetrate del breve transetto rappresentano invece, a destra l'Istituzione dell'Eucaristia e il Sacrificio di Melchisedec; a sinistra, l'Adorazione dell'Eucaristia da parte di tutte le razze. Sulla cantoria in controfacciata, l'organo a canne.
Le due navate laterali terminano con absidi, che contengono due tele, un Sant'Ignazio di Loyola, ed una copia della Madonna della strada, il cui originale è conservato nella Chiesa del Gesù. Nell'abside centrale, impreziosito da marmi e mosaici, è raffigurato un Cristo fra santi. Una cancellata in legno che separava il presbiterio dalle navate è oggi sostituita da una in ferro battuto. Tutta la chiesa è impreziosita da opere del Gabrini.

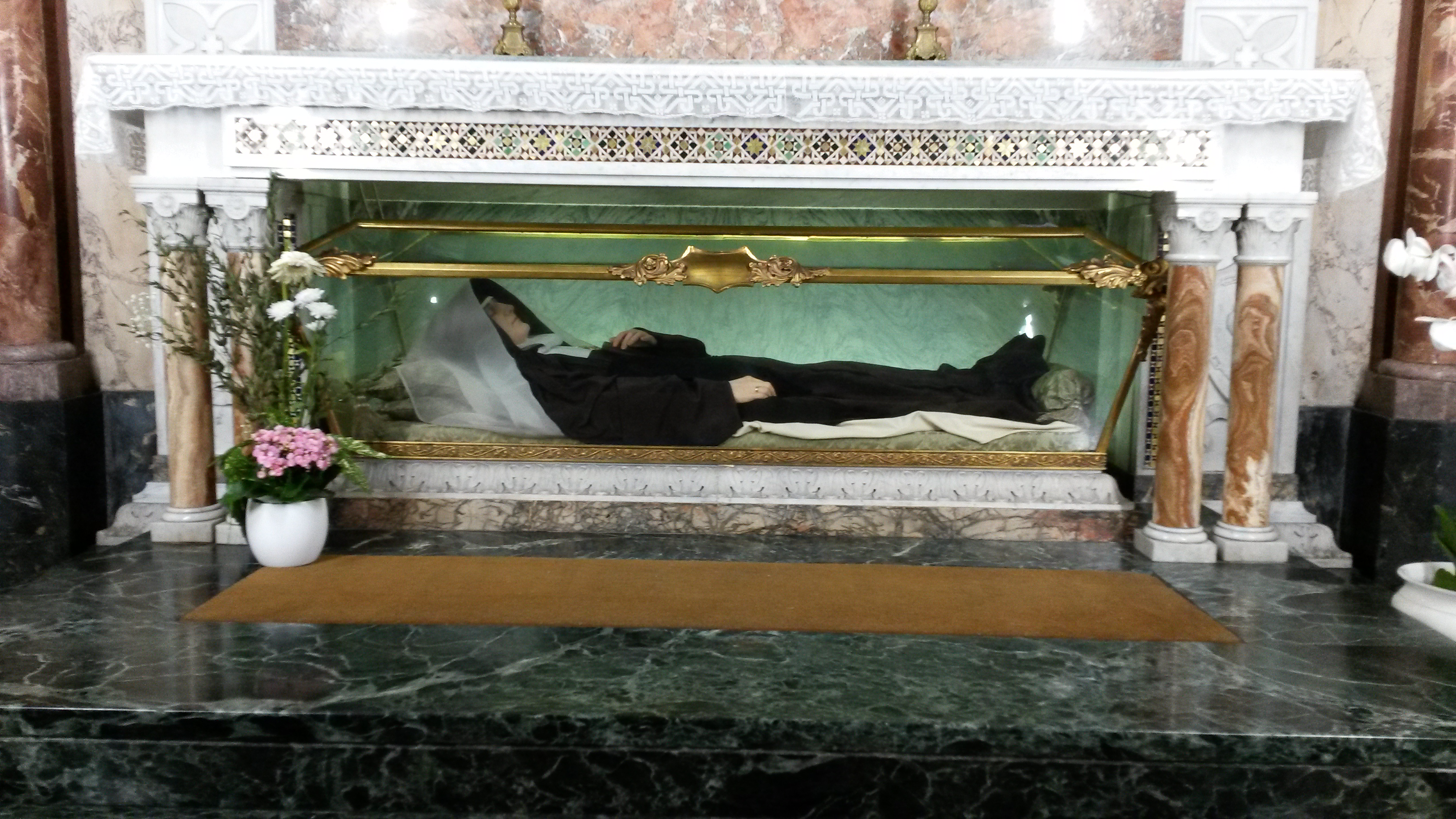
Santa Raffaella Maria

La chiesa appartiene alle Ancelle del Sacro Cuore di Gesù, il cui convento è annesso alla chiesa. Il corpo incorrotto della fondatrice si trova in una cappella a sinistra, Rafaela Porras y Ayllón. 
1. ↑  C. Ceschi, p. 164.